# كانون تاني
كانون تاني (باليابانية: 谷花音؛ بالكانا: たに かのん) هي مؤدية صوت وممثلة يابانية، ولدت في 4 مايو 2004 في سايتاما في اليابان.

## أعمال

### أفلام
- لو فوق الحائط

## وصلات خارجية
- الموقع الرسمي
- كانون تاني على موقع IMDb (الإنجليزية)
- كانون تاني على موقع ميوزك برينز (الإنجليزية)
- كانون تاني على موقع قاعدة بيانات الفيلم (الإنجليزية)